# 源頼資
源 頼資（みなもと の よりすけ）は、平安時代中期の武士・官人。源頼国の二男。

## 略歴
寛弘7年（1010年）頃、誕生。従五位下・下野守に任官している。
永承年間には六条斎院禖子内親王歌合に参加したり、橘資成と歌合を共催したりと、文化人としての側面も残る。
『扶桑略記』には、康平7年（1064年）に国司上総介橘惟行の館を焼亡させて佐渡国へ流罪になるという記述が残るなど、粗暴な一面もあったらしい。
二年後に罪を許され帰国を果たしているが、その直後に没した。

## 官暦
- 長暦2年10月7日（1038年11月12日）、六位蔵人見任。
- 長暦3年1月1日（1039年2月2日）、「今日蔵人範基頼資蒙勘当了、頭弁奉之者、晦日追儺四方拝并御簾等行事範基也、而与頼資相論之間、不勤件事退出、至頼資者、此度無過、而共有勘当、～今年栄爵之巡也、如何々々」（『春記脱漏補遺』）
- 長暦3年11月15日（1039年12月9日）、左衛門尉見任。
- 長久2年1月（1041年）、蔵人を去る。叙従五位下。
- 康平5年12月28日（1063年2月5日）、下野守見任。
- 康平6年12月18日（1064年1月15日）、「前下野守源頼資配流」（『百錬抄』）[2]
- 康平7年9月16日（1064年11月3日）、「前下野守源頼資配流佐渡国。依焼亡上総介橘惟行館并殺害人民之愁也」（『扶桑略記』）
- 康平7年12月5日（1065年1月20日）、土佐国に流される
- 治暦2年7月2日（1066年8月1日）、「被免流人前下野守源頼資并興福寺僧静範等類件」（『扶桑略記』）[3]
- 治暦2年8月24日（1066年9月22日）、没

別に記載ない限り、文献  を出典とした。

## 系譜
- 父：源頼国
- 母：藤原師長（備後守）の娘
- 妻：不詳
  - 男子：源国宗
  - 男子：源長資
  - 男子：源致義
  - 男子：源基国
  - 五男：源資兼 - 溝杭氏の祖
  - 男子：源真国
  - 男子：源国貞
  - 男子：源国俊